# ガチフロキサシン
ガチフロキサシン水和物（ガチフロキサシンすいわぶつ、略称 GFLX）は、杏林製薬が創製したニューキノロン系合成抗菌薬。キノロン骨格の8位にメトキシ基を導入したのが特徴で、既存の同系薬に比べ耐性菌を作りにくいとされる。レスピラトリーキノロン (respiratory quinolone) 製剤とも言われる。経口薬と点眼薬が発売されたが、後に副作用の関係で経口剤は販売中止となった。

## ガチフロ錠
杏林製薬の大型新薬として創薬された。まず海外では、1995年にドイツen:Grünenthal社、1996年にアメリカブリストル・マイヤーズ スクイブ社、1998年に韓国Handok Pharmaceuticals（韓獨薬品）社へ導出された。1998年にFDAで、2001年にドイツ連邦保健省（EU相互認証有り）で承認・発売され、2003年に韓国で発売された。日本では経口投与薬が「ガチフロ錠」の商品名で2002年4月11日厚生労働省によって認可され、2002年6月から販売が開始された。杏林製薬が製造し、杏林製薬と大日本住友製薬が販売した。
なお海外での名称は、BMSでは「TEQUIN（テクイン）」、Grünenthalでは「BONOQ（ボノック）」など、韓獨は「ガチフロ錠」となっている。

### 特徴
肺炎球菌、インフルエンザ菌、肺炎クラミジア、マイコプラズマ、レジオネラなどに強い抗菌活性を有するレスピラトリーキノロンの一種で、同系統で先に上市していたトスフロキサシンやスパルフロキサシンの薬剤吸収低下や光線過敏症の欠点がなく、さらに従来のニューキノロン剤による薬剤耐性が出来ている多剤耐性肺炎球菌による市中肺炎に優れた効果を示す点から発売当初は「有望な抗菌剤」として注目され、杏林製薬は初年度売上85億円、以後年間売上100億円以上にする戦略をたてた。

### 血糖変動の副作用報告
海外で経口剤発売後、投与された患者の少数が服用後に低血糖・高血糖症状を起こす副作用が発生したため、日本でのガチフロ錠承認時に重大な副作用と、糖尿病患者ではそのリスクが高くなる事から慎重投与と記載したが、2002年の日本発売後、2003年2月にかけて、当時のインフルエンザ大流行に並行して感冒や中耳炎・肺炎などに多く用いられ、その内重篤な低血糖・高血糖による意識障害が糖尿病患者や高齢者を中心に複数発生したため、厚生労働省は翌3月に緊急安全性情報を発し、糖尿病患者への投与を禁忌とし、低血糖・高血糖に注意するように通達した。副作用による死者は発生しなかった。これらの通達と指導により、血糖値異常の発現件数は低下した。 

### 業績への影響
緊急安全性情報が発せられた事で、杏林製薬が当初目論んでいた売上高100億円は遠のいてしまい、同社販売分の2003年3月期実績で47億円と大幅減少した（なお、海外分は同期65億円）。これが俗に言う「ガチフロ事件」である。2003年4月末までに杏林製薬はTOBによって帝人傘下に入り、帝人医薬品医療事業グループ（現在の帝人ファーマ）と同年10月までに事業統合する合併構想があり、実現まで秒読みとされていたが、合併構想が発表された直後に付けた1800円の杏林の株価は徐々に低下傾向であったとはいえ緊急安全性情報発表後には1000円に急降下した。これにより企業価値の見積もりに、両社の間に相違が生まれ、合併比率を定めるはずの2003年4月末までに妥協に至らず、帝人側が難色を示したままであったので、同年4月23日に「合併見送り」の破談会見を両社合同で行うこととなる。

### 海外での販売中止
海外でのボノックは、Grünenthalの都合で2004年にドイツでの販売と諸外国での販売開拓を停止した。2006年3月、ニューイングランド・ジャーナル・オブ・メディシンにガチフロキサシンの低血糖・高血糖による重篤な副作用に関する詳細な臨床研究報告が発表された。それによれば、マクロライド系の抗菌剤に比べてガチフロキサシンは、低血糖を4.3倍、高血糖を16.7倍起こしやすいとされた。また、2006年2月にはFDAは、低血糖・高血糖に関する注意書きを北米販売元のブリストル・マイヤーズ スクイブ社へ強化するよう指導した。ブリストル・マイヤーズ スクイブ社はこれらの流れを受け、副作用懸念による売り上げの減少により収益確保が困難になったと判断し、TEQUINの販売を2006年6月で終了し、その他の販売国でも在庫限りでの販売終了を決定した。

### 日本での発売中止
2008年9月30日、海外での発売中止を受け、杏林製薬株式会社および大日本住友製薬は自主的にガチフロ錠を販売中止とした。2008年3月期の販売実績は35億円だった。

## ガチフロ点眼液

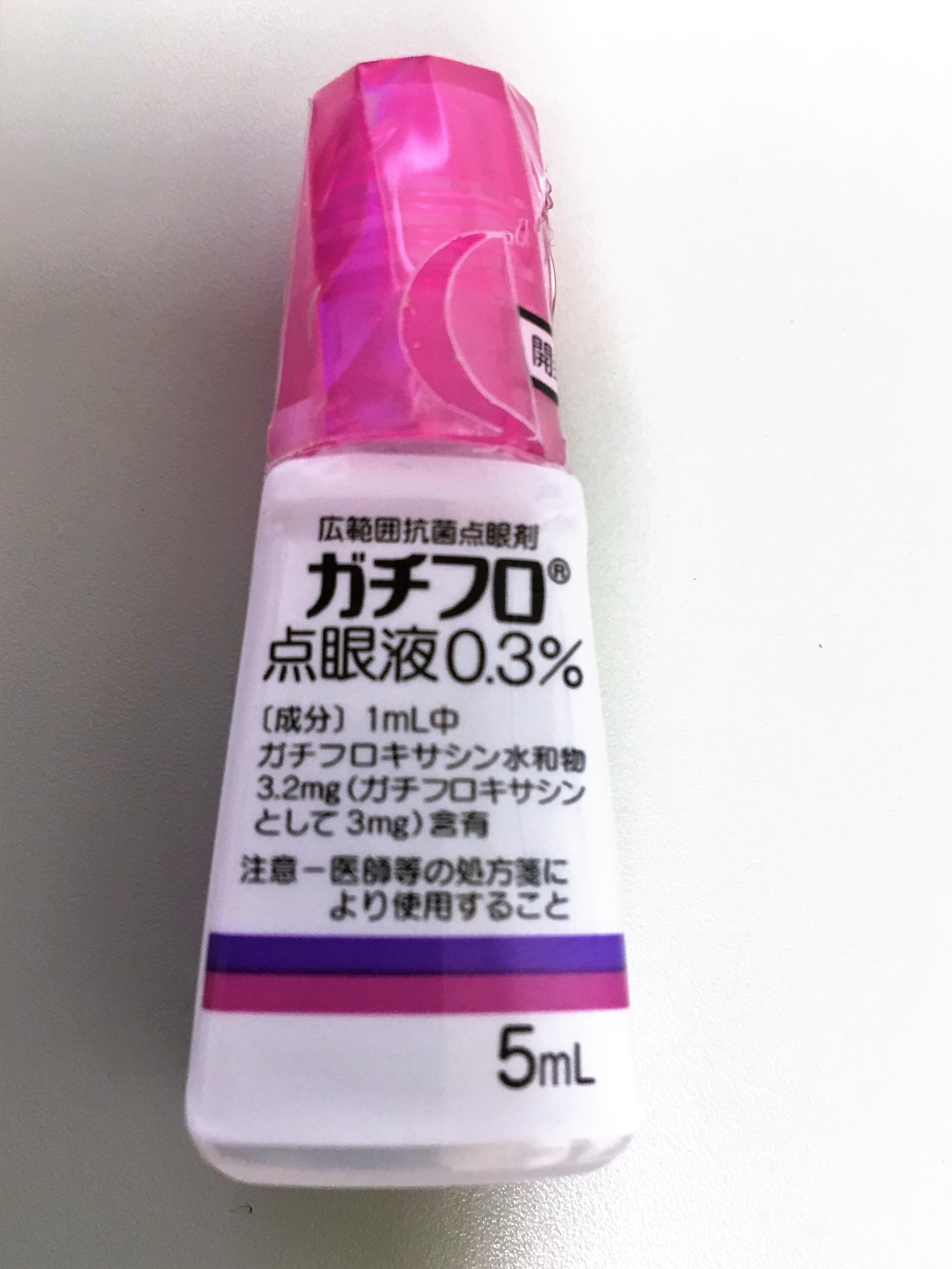
ガチフロ点眼薬

ガチフロキサシンの点滴薬。1996年に千寿製薬へ、2000年に米国アラガン社にガチフロキサシン点眼液を導出し、2003年にFDAより承認を受け米国ブリストル・マイヤーズ スクイブからTequin Injectionとして発売されていた。2004年秋に日本でも製造承認を受け発売された。ガチフロ点眼液の特徴は、レボフロキサシン点眼液よりもグラム陽性菌及びグラム陰性菌、嫌気性菌など様々な菌に幅広く強い抗菌活性を有し、薬剤耐性が出来にくいとされる。製剤にはpH調整剤などが付加されるのみで、ホウ酸や塩化ベンザルコニウムなどの防腐剤は添加されていない。眼科領域手術での術前投与では手術前の無菌化率は74.1%であった。また、手術後14日目の無菌化率は96.5%と良好であり、 眼内炎などの術後感染症の予防に高い有効性を持つ。

## 特記事項
ガチフロキサシンのように、新規発売後間もなく緊急安全性情報（イエローレター）が発出され、副作用の懸念からメーカーの自主判断で販売取り止めとなった薬剤として、帯状疱疹治療薬のソリブジン、糖尿病薬のトログリタゾン、ケトライド系抗生物質のテリスロマイシン (Telithromycin)、高脂血症治療薬のセリバスタチンなどがある。